# 장동일
장동일(張東日, 1962년 2월 20일 ~)은 대한민국의 영화 배우 겸 감독이며, 영구아트무비, (주)아자미디어 등을 거쳐 현재 (주)미래와세상의 수석프로듀서이다.

## 참여작
| 연도 | 작품명                               | 출연/분야             |
| ---- | ------------------------------------ | --------------------- |
| 1987 | 《대야망》                           |                       |
| 1989 | 《울고 싶어라》                      |                       |
| 1989 | 《영구와 땡칠이》                    |                       |
| 1989 | 《영구와 땡칠이 소림사 가다》        |                       |
| 1990 | 《별난 두 영웅》                     |                       |
| 1990 | 《소쩍궁 탐정》                      | 출연, 무술감독        |
| 1990 | 《경찰+칠득이와 너털도사》           |                       |
| 1990 | 《슈퍼맨 일지매》                    |                       |
| 1990 | 《누가 붉은 장미를 꺾었나》          | 무술감독              |
| 1990 | 《전설의 용사 반달가면》             | 무술감독              |
| 1990 | 《짬뽕 홍길동》                      | 무술감독              |
| 1991 | 《신비의 용사 반달가면》             | 장 형사 역, 무술감독  |
| 1991 | 《우주의 용사 반달가면》             | 아바돈 역, 무술감독   |
| 1991 | 《부채 도사와 홍길동》               | 권진사 역, 무술감독   |
| 1991 | 《그림 도사와 홍길동》               | 명성장인 역, 무술감독 |
| 1991 | 《영구와 땡칠이 4 - 홍콩 할매 귀신》 | 무술감독              |
| 1991 | 《위기의 용사 반달가면》             | 감독                  |
| 1991 | 《사대천왕》                         | 감독                  |
| 1992 | 《머저리와 도둑놈》                  | 무술감독              |
| 1992 | 《제로맨 맹구박사》                  | 감독                  |
| 1993 | 《심비홍》                           | 무술감독              |
| 1994 | 《할매캅》                           | 감독                  |
| 1994 | 《티라노의 발톱》                    | 제작                  |
| 1994 | 《헤드폰을 벗어라》                  | 제작                  |
| 1996 | 《드래곤 투카》                      | 제작                  |
| 1998 | 《망치를 든 짱구와 땡칠이》          | 무술감독              |

### 기획 및 제작
- 2010년 《신이라 불리운 사나이》
- 2012년 《아이비아이(IVI)》
- 2012년 《토정 이지함》